# Emílio Garrastazu Médici
Emílio Garrastazu Médici (Bagé, 4 dicembre 1905 – Rio de Janeiro, 9 ottobre 1985) è stato un generale e politico brasiliano.
Fu presidente e dittatore del Brasile dal 30 ottobre 1969 al 15 marzo 1974.

## Biografia
Figlio di una uruguayana di origine basca e di un italiano, fu generale dell'esercito e capo del Serviço Nacional de Informações (i servizi segreti del regime militare). Médici fu eletto presidente della Repubblica dal Congresso nazionale il 30 ottobre 1969 per completare il mandato del presidente Artur da Costa e Silva, ma con l'atto istituzionale n° 16/69 fissò la scadenza del suo mandato al 15 marzo 1974 (mentre l'emendamento costituzionale n° 1/69 fissava la durata del mandato presidenziale a 5 anni).
Il suo governo è considerato come il peggiore e il più repressivo della storia del Brasile indipendente. Aveva ereditato infatti la struttura delle giunte militari precedenti caratterizzate da fortissime connotazioni fasciste. Numerose sono ad esempio, le denunce di violenze e sparizioni perpetrate nei confronti degli oppositori politici per tutti gli anni settanta. A lui, nel 1974, successe a capo della giunta militare il generale Ernesto Geisel.
Alla fine del suo mandato il generale intese abbandonare la vita pubblica. È deceduto a Rio de Janeiro, il 9 ottobre del 1985 per insufficienza renale dovuta a un ictus.